# Chapelle de Nassau à Bruxelles

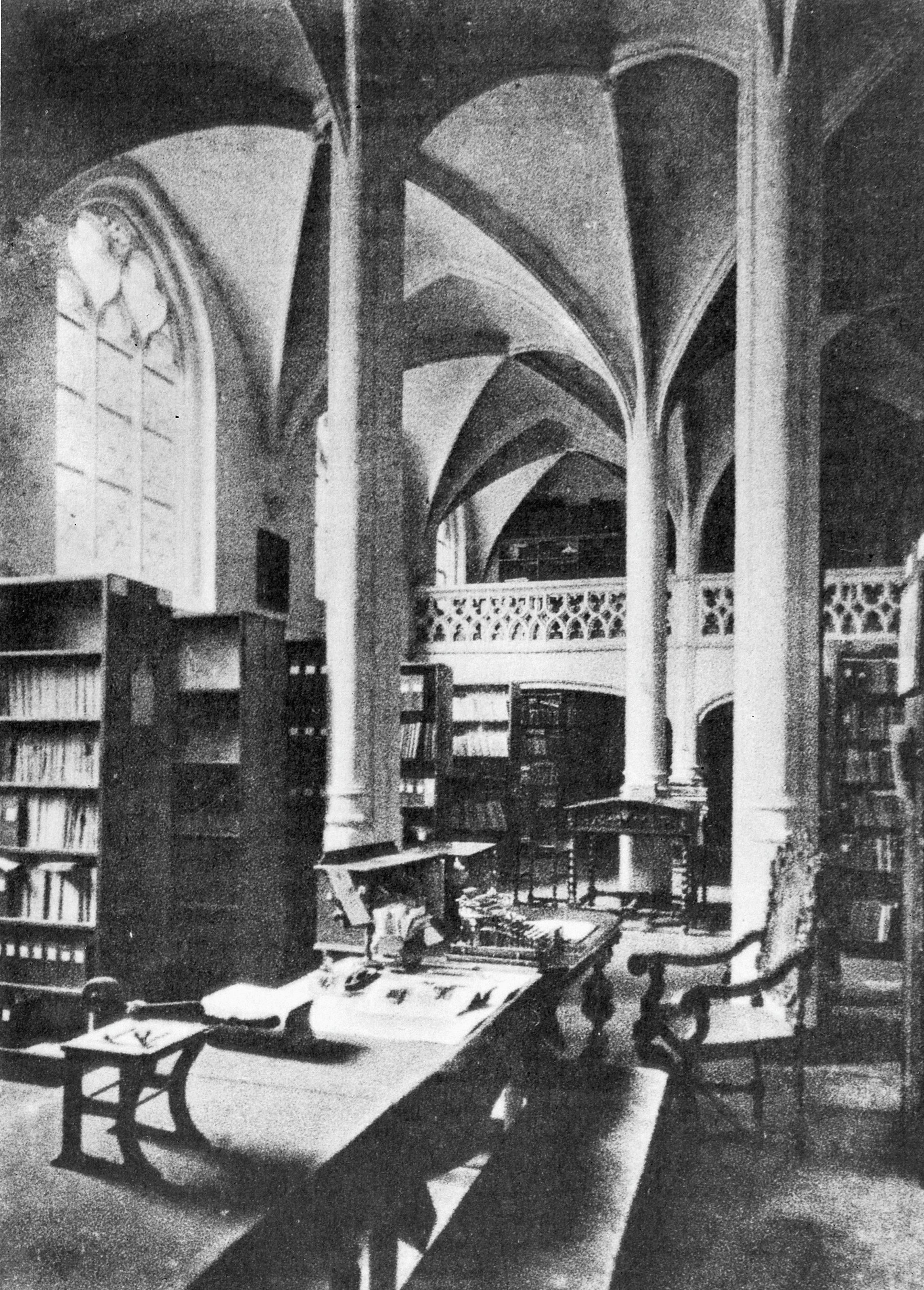
L'intérieur de la chapelle en 1933.

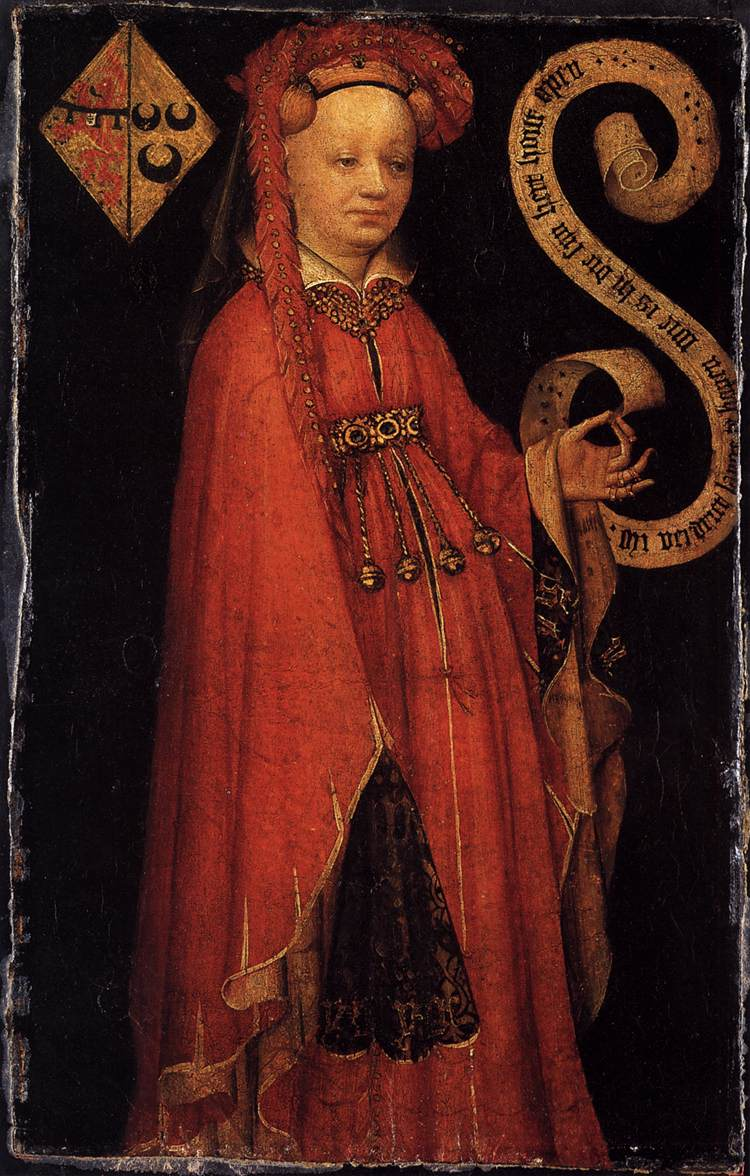
Lysbeth van Duvoorde, portrait avec cette inscription: "Afbeeltsel van Juffer Lijsbeth van Duvoorde, Heer Dircks dochter", circa 1430. Elle a épousé le 19 mars 1430, Symon van Adrichem, chevalier, et mourut la nuit de l'Ascension 1472.

La chapelle de Nassau (en néerlandais : Nassaukapel), dont le véritable nom est chapelle van Duvoorde (Kapel van Duvoorde), en mémoire de son fondateur, est une chapelle fondée en 1346 par Guillaume van Duvoorde, un important financier du XIVe siècle. Elle est dédiée à saint Georges.

## Histoire
Guillaume van Duvoorde se fait construire, dans le quartier du Coudenberg habité par la Cour et des membres des Lignages de Bruxelles, un palais à Bruxelles dont fait alors partie cette chapelle.
Guillaume n'ayant pas d'enfant légitime, malgré ses douze bâtards, ce bien passe à la descendance de son neveu, fils de son demi-frère, Jean II van Polanen, qui a pour héritier son fils, Jean III van Polanen, dont la fille, Jeanne van Polanen, épouse le comte Englebert I de Nassau, ce qui fait entrer ce bien dans la Maison de Nassau.
Engelbert II de Nassau fait remanier l'hôtel van Duvoorde vers 1500, mais laisse la chapelle presque inchangée, celle-ci conservant son style gothique du XIVe siècle. L'hôtel devient au XVIIIe siècle le palais de Charles-Alexandre de Lorraine.
Cette chapelle, dénuée de vitraux, échappe de peu à la destruction lors de la construction de la nouvelle Bibliothèque royale, dans les années 1950, mais est finalement insérée dans les bâtiments nouvellement construits.
Les affectations de la chapelle ont été diverses au gré des siècles, servant d'entrepôt de brasserie, de dépôt de sculptures, de laboratoire de paléontologie, de Mundanéum et de salle de lecture d'archives.
Depuis l'inauguration du KBR Museum, la chapelle sert de salle d'exposition de la Bibliothèque royale.

## Description

### Mobilier et monuments funéraires
La chapelle possédait un riche mobilier dont il ne subsiste que le devantier d'autel qui est une broderie brabançonne en or nué datant du début du XVIe siècle, connue autrefois sous l'appellation « antependium de Grimbergen ».
Le monument funéraire de Philippe Dale, consistant en une dalle sculptée en pierre de touche, a été descellé à la fin du XIXe siècle.
Ces deux pièces sont conservées aux Musées royaux d'Art et d'Histoire de Bruxelles.
Un tableau d'Hugo van der Goes, aujourd'hui perdu, décorait les murs de la chapelle.